# Halls (caramelo mentolado)
Halls (pronunciado /jóls/) es el nombre comercial de una pastilla (o caramelo) mentolada para la tos. Es producida por Cadbury-Adams y distribuida por Mondelēz International.

## Historia
Halls gotas para la tos (categorizados como un supresor de la tos/anestésico por vía oral por el fabricante) se venden por la División de Cadbury-Adams, de Cadbury, ahora propiedad de Mondelēz International. 
Halls se hizo por primera vez en la década de 1930 en Stanley Road, Whitefield, Lancashire, Reino Unido por la empresa Hall Brothers  (fundada en 1893). Hall Brothers fue adquirida por Warner-Lambert en 1964. 
La producción en Whitefield cesó a finales de la década de 1980s. Cuando Pfizer adquirió Warner-Lambert en 2000, la marca Halls vino con toda la cartera Adams (que incluye la goma de mascar Trident, Dentyne, Chiclets, Freshen Up, entre otros). Dos años más tarde, Adams fue adquirida por Cadbury. 
Posteriormente en 2010 fue  comprada por Kraft Foods, y  más tarde fue estructurado y rebautizado como Mondelēz International en 2012 (a partir de 2015, Mondelēz International posee la marca Halls en todo el mundo).

## Variedades
- Air Mint (disponible en Argentina)
- Cereza negra (libre de azúcar)
- Grosella negra
- Blackberry-Lyptus (disponible en América Del Sur)
- Canada Dry Ginger Ale
- Caribe (disponible en México)
- Chela-Limón (Limón & Cerveza) (disponible en México)
- Cereza
- Cítrico Blend
- Colores (disponibles en México)
- Menta fresca
- Té verde (disponible en China)
- Uvas verdes (disponibles en América Del Sur)
- Uva (disponible en México)
- Melocotón de cosecha con Amansar Centro de Miel (Halls Naturals)
- Miel-baya (libre de azúcar)
- Miel-Limón (disponible en México)
- Ice Blue Peppermint
- K-fe (Café) (disponible en México)
- Kiwi-Manzana (libre de azúcar)
- Pastel de limón (disponible en América Del Sur)
- Regaliz (libre de azúcar, disponible en Dinamarca)
- Mentho-Lyptus (mentol y eucalipto)
- Chocolate & Menta (disponible en México)
- Baya de montaña con Amansar Centro de Miel (Halls Naturals)
- Mentol de montaña (libre de azúcar)
- "Naturals", incluyendo Dulce Herbal Menta
- Naranja
- Paloma (disponible en México)
- Peppermint con cristales de vainilla (en Brasil)
- Piña Colada
- Melocotón (disponible en México & América Del Sur)
- Granada
- Refresh (Extra Moist)
- Spearmint
- Fresa
- Chile
- Fresa llenada con Chocolate (en Brasil)
- Cítrico de sol (Halls Naturals)
- Dulce Herbal Menta (Salas Naturals)
- Fruta tropical
- Boost (disponible en México)
- Sandía (en Brasil, Argentina Y Tailandia)
- JuanJo (Perú)

## Información adicional
La línea de defensa consiste en que contienen aromas con vitamina C, pero no contienen mentol y suprime la tos. Halls también produce una línea libre de azúcar de pastillas mentoladas para la tos.
En algunas partes del mundo, incluyendo Brasil, Argentina, Perú, Ecuador, Colombia, Filipinas y Pakistán, Halls lo anuncia como un caramelo duro mentolado y no se reconoce como una medicina para la tos. En el Reino Unido, el Halls Extra Fuerte ha caído recientemente en toda mención de un ingrediente activo (o de la tos) en su empaque.